# Hylaeus halictiformis
Hylaeus halictiformis là một loài Hymenoptera trong họ Colletidae. Loài này được Perkins mô tả khoa học năm 1912.